# Simulación (derecho)
La simulación es una declaración ficticia de voluntad, con la anuencia de ambas partes y buscando, generalmente, fingir actos o contratos con el fin de perjudicar a un tercero. La causa del negocio aparente será inexistente, y habrá que determinar de que manera no haya sido la culpable de todo esto.
Se diferencia de la interposición de persona en el sentido de que en la simulación se hace uso de la mentira para lograr el consentimiento de otros. En la interposición de persona, la influencia sobre el consentimiento de otros ocurre por la ocultación deliberada de la verdad que sería esencial para la formación de este.

## Requisitos
Hoy en día la doctrina comparada es unánime al considerar que los requisitos de la simulación de los actos jurídicos son dos:
- el acuerdo simulatorio;
- el fin de engañar o perjudicar a terceros.

El acuerdo simulatorio puede ser unilateral, bilaterial o plurilateral, este puede ser verbal o escrito. Su finalidad es garantizarse una de las partes contra el contenido ficticio o simulado del instrumento principal. Así cuando se declara una deuda inexistente, el supuesto deudor suele exigir, del presunto acreedor, el reconocimiento de que la deuda es fingida, cubriéndose así de cualquier intento de la ejecución de la deuda.

## Acción de simulación
La acción de simulación es aquella que se concede o reconoce a toda persona que tenga interés, para que se declare que, un acto ha nacido sólo en apariencia y que no envuelve realidad jurídica alguna; o que se trata de un acto disimulado por otro de carácter público, y debe, por tanto, prevalecer su verdadera naturaleza jurídica. Se trata de una acción personal, declarativa, transmisible y prescriptible.